# Être (film)
Pour plus de détails, voir Fiche technique et Distribution.
Être  est un film dramatique français réalisé par Fara Sene et sorti en 2014 en Belgique et le 10 juin 2015 en France.

## Fiche technique
- Titre : Être
- Réalisation : Fara Sene
- Scénario : Fara Sene
- Adaptation et Dialogues : Fara Sene et Daniel Tonachella
- Photographie : Federico D'Ambrosio
- Montage : Véronique Lange
- Musique : François Petit
- Décors : Damien Hamon
- Costumes : Lily Beca
- Producteur : Fabienne Servan-Schreiber et George Nicolas
- Société de production : Cinétévé, France 3 Cinéma, Les Films du Carré et Artémis Productions
- Pays d’origine :  France |  Belgique
- Format : couleur (Technicolor) — 35 mm — 1,85:1 — Son : Mono
- Genre : drame
- Dates de sortie :
  - Belgique : 4 octobre 2014 (Festival du film francophone de Namur)
  - France : 10 juin 2015

## Distribution
- Bruno Solo : François
- Salim Kechiouche : Mohamed
- Benjamin Ramon : Marco
- Djena Tsimba : Ester
- Karina Testa : Sabrina
- Kevyn Diana : Christian
- Sophie Leboutte : une SDF
- Stéphanie Van Vyve : Catherine
- Bruno Henry : Franck Caro
- Astrid Whettnall : la mère d'Ester
- David Murgia : un jeune homme
- Anne-Pascale Clairembourg : Lisa